# Sackheimer Kirche
Die Sackheimer Kirche (russisch Закхаймская кирха) war eine Kirche im Sackheim, einem Stadtteil von Königsberg in Preußen.

## Geschichte
Eine erste Kirche wurde an der Stelle von 1640 bis 1648 erbaut. Eine Orgel wurde 1707 von Johann Josua Mosengel eingebaut. Beim Brand des unmittelbar westlich anschließenden Stadtteils Löbenicht im Jahre 1764 brannte die Kirche mit ab. Ihr Neubau im Rokokostil wurde von Oberbaudirektor Karl Ludwig Bergius 1769 abgeschlossen. Die Kirche trug einen zierlichen Rokokohelm mit einer schweren vergoldeten Wetterfahne von 1771 mit Wappen von Sackheim mit dem Lamm Gottes. Sehenswert waren der Rokokoaltar, die Kanzel mit ornamentalem Schmuck von 1769 und ein die Taufschale haltender Jüngling aus Sandstein von Threyne. Die Orgel wurde von Christoph Wilhelm Braweleit 1790 fertiggestellt. Max Terletzki setzte 1891 in das schöne Rokoko-Gehäuse von Braweleit ein neues Orgelwerk mit zwei Manualen und 28 Registern. Bereits 1929 hat die Firma Furtwängler & Hammer erneut ein neues Orgelwerk mit 44 Registern geliefert.
Im Zweiten Weltkrieg überstand die Kirche die erste Bombardierung am 26./27. August 1944, wurde aber drei Tage später beim zweiten der Luftangriffe auf Königsberg zerstört und später abgetragen.